# Condado de Paulding (Georgia)
El condado de Paulding (en inglés: Paulding County), fundado en 1832, es uno de 159 condados del estado estadounidense de Georgia. En el año 2007, el condado tenía una población de 127 906 habitantes y una densidad poblacional de 101 personas por km². La sede del condado es Dallas. El condado recibe su nombre en honor a John Paulding. El condado de Paulding forma parte del área metropolitana de Atlanta.

## Geografía
Según la Oficina del Censo, el condado tiene un área total de 816 km² (315,1 mi²), de la cual 811 km² (313,1 mi²) es tierra y 5 km² (1,9 mi²) (0.52%) es agua.

### Condados adyacentes
- Condado de Bartow (norte)
- Condado de Cobb (este)
- Condado de Douglas (sureste)
- Condado de Carroll (sur)
- Condado de Haralson (suroeste)
- Condado de Polk (oeste)

## Demografía
Según el censo de 2000, había 81 678 personas, 28 089 hogares y 22 892 familias residiendo en la localidad. La densidad de población era de 101 hab./km². Había 29 274 viviendas con una densidad media de 36 viviendas/km². El 90.59% de los habitantes eran blancos, el 6.96% afroamericanos, el 0.30% amerindios, el 0.40% asiáticos, el 0.03% isleños del Pacífico, el 0.57% de otras razas y el 1.16% pertenecía a dos o más razas. El 1.71% de la población eran hispanos o latinos de cualquier raza.
Los ingresos medios por hogar en la localidad eran de $52 161, y los ingresos medios por familia eran $56 039. Los hombres tenían unos ingresos medios de $38 637 frente a los $27 341 para las mujeres. La renta per cápita para el condado era de $19 974. Alrededor del 5.50% de la población estaban por debajo del umbral de pobreza.

## Transporte
- U.S. Route 278
- SR 61
- SR 92
- SR 101
- SR 113
- SR 120

## Localidades
- Braswell
- Dallas
- Hiram
- New Hope (Georgia)